# Dalle terre liberate dalla mafia

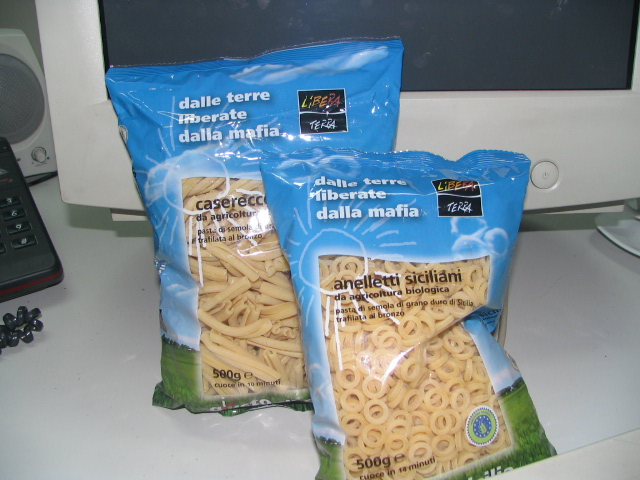
Zakjes dalle terre liberate dalla mafia

Dalle terre liberate della mafia is de naam van een pasta die geproduceerd is op land in bezit van veroordeelde maffiosi. 'Dalle terre liberate della mafia' betekent letterlijk 'Uit het van de maffia bevrijde land'. Het Siciliaanse land dat in handen is van de maffia is het beste land voor de landbouw. Omdat het meel, de wijn en de olijfolie die daar geproduceerd worden niet op een gebruikelijke manier op de markt kunnen komen, was er behoefte aan een eigen productie en een eigen afzet van dit product.
In Italië zijn nu veel producten van dit merk te vinden. Wat ook opvallend is, is dat deze pasta biologisch is. Het is daarmee een product dat op twee wijzen afwijkt van wat gebruikelijk is.